# コルト9mmSMG

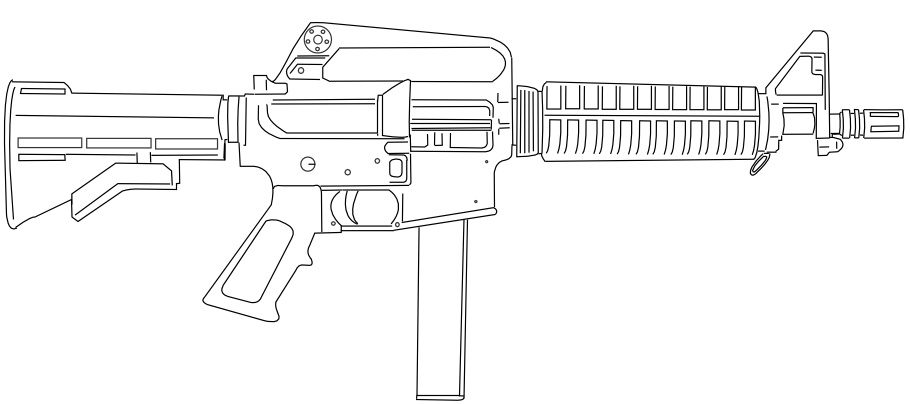
弾倉を付けた状態（線画）

コルト9mmSMG（Colt 9mm SMG）は、コルト社がM16小銃（AR-15）を元に設計した短機関銃である。
外見上、M16小銃のカービン・モデルであるコルト・コマンドーとよく似ているが、9x19mmパラベラム弾を装填する細身の専用箱型弾倉や排莢口の大型デフレクタといった差異もある。また、作動方式に標準的なM16系小銃で用いられるリュングマン式ガス圧作動方式ではなく、クローズドボルト・ブローバック作動方式を採用している。
一方、操作方法などはおおむね従来のM16系小銃と共通しており、M16系小銃を使用した経験があれば新たに複雑な訓練を積む必要がない。分解に特別な工具が必要ないというのもM16系小銃と同様である。

## 歴史
1980年代初頭、世界各国の法執行機関向け短機関銃市場を西ドイツ製H&K MP5が席巻した。ライフル市場で成功を納めながらも、法執行機関の求める「市街地での運用に適した、低威力の拳銃弾を用いる短機関銃」を販売していなかったコルト社は、短機関銃市場への参入を決断し、新製品の開発に取り掛かった。プロジェクトはヘンリー・"ハンク"・タトロ技師（Henry “Hank” Tatro）の元で進められ、検討の後にM16小銃（AR-15）のレイアウトを踏襲することが決定された。これはM16小銃のレイアウトが人間工学上優れているとされたことに加え、M16小銃を使い慣れた者が特別な訓練を受けることなく使用できるだろうと考えられたことによる。
当初はオープンボルト方式の銃として設計されていた。しかし、銃を落とした時や揺すった時に暴発しやすく、射撃精度も低かった。初期にはM1911拳銃のようなグリップセーフティが設けられていたが、オープンボルト方式の見直しに伴い廃止されている。抽筒子も元々は5.56mm弾用のものをそのまま使用していたが、製品化までに9mm弾用のものが新たに設計されている。特徴的な大型デフレクタは、しばしば薬莢を受けるためのものと言われるが、実際には初期のテストで明らかになった、射撃時に噴き出す未燃焼の火薬や発射ガスが射手を負傷させうる問題への対応として設計されたものである。
アッパーレシーバーはコルト・コマンドーのものと良く似ており、ボルトフォワードアシストは備わっていない。リュングマン式ガス圧作動方式からブローバック方式への転換にあたって、ボルトの構造が完全に再設計された。ボルトおよびボルトキャリアは単一の鋼材から機械加工で成形された。後退を遅延させるため、ボルト後端にはウェイトが追加されている。撃針は軽量化され、バネが取り付けられている。これは雷管が撃発しやすい拳銃弾を用いることから、不意に撃針が触れて暴発することを避けるための設計である。
ロアレシーバーは伸縮銃床を備えるM16系小銃のものとほぼ同一で、主な変更点はバッファと弾倉周りである。通常のカービン用バッファをそのまま使うと、フルオート射撃時の発射速度は1,250発/分を大きく上回り、制御が困難なばかりか、銃の破損につながる恐れもあった。そのため、重量のあるスチール製2ピース式バッファが新たに開発され、発射速度は1,000発/分程度まで低下した。必要に応じ、さらに発射速度を650 - 850発/分程度まで低下させる油圧式バッファを取り付けることもできた。ハンマーピンおよびトリガーピンは、通常のM16小銃よりも激しく動作することから、十分強度のあるステンレス鋼製のものに変更された。部品の共通性を最大限に保つため、弾倉口はM16小銃と同型のままで、ここにイジェクターやフィードランプを含むマグウェルブロックを差し込み、ロールピンで固定することになる。ボルトキャッチは延長されたものに交換された。構造上、マグウェルブロックを取り外し、ボルトキャッチを交換すると、5.56mm弾仕様小銃のロアレシーバーに転用することができた。
弾倉はウージー・サブマシンガンのものを原型に、20連発と32連発の2種類が設計された。ほぼ同型であるため、ウージーの弾倉の左側面にあるマグキャッチノッチを削り取ると、そのままコルト9mmSMGに装填することができる。専用弾倉の製造は主にMetalform社が担当した。
1985年、R0635として初めて発表された。
軍および警察の特殊部隊での勤務経験があり、各国の特殊部隊員に教育を行うアメリカ小火器学校（American Small Arms Academy, ASAA）を主催していたチャック・テイラー（Chuck Taylor）は、コルト9mmSMGを高く評価した。現役時代に8年間にわたって使用していた感触としては、射撃精度は良好な上に軽量で取り回しがよく、分解および整備はM16小銃よりも容易で、悪環境下での耐久性にも優れているとした。一方、軽量さはフルオート射撃時に反動を大きくする欠点ともなりうるが、実戦環境では数発ずつのバースト射撃を行うのみであるから、実用上の問題とは言えないとした。

## 派生型
原型となったM16小銃と同様、様々な派生型が存在する。当初、コルト社によって開発されたコルト9mmSMGには、安全/単発/フルオートの3段式セレクティブファイアー・トリガーグループを備えるR0635と、安全/単発/3点バーストの3段式セレクティブファイアー・トリガーグループを備えるR0639の2種類があった。両モデルとも26.7cm長の銃身、コルト・コマンドーやM4カービンと同様の折畳式銃床、M16形式の固定キャリングハンドル、およびA1形式のリアサイト（ただし、50mと100mの切り替え式）を備え、フォワード・アシスト機能を備えない。コルト9mmSMGとして広く流通しているのはR0635であり、刻印される商品名がSMG 9mm NATOに改められているものもある。
R0635の銃身を7インチ (180 mm)まで短縮したR0633は、ブリーフケースSMGという通称で知られた。核物質の盗難に対する即応および核関連施設の保護に責任を負うエネルギー省（DOE）隷下の連邦防護部隊（ProFor）の要望のもと設計されたモデルで、DOEガンなどとも通称された。大幅な小型化は、通常の近接戦闘のほか、車両内での取り回し、あるいは必要に応じ隠し持つことも考慮して行われた。
セミオート射撃のみ可能な民生用モデルもいくつか開発された。R6540は、最初に発表された民生用モデルで、16インチ銃身を備えたモデルである。R6430（スポーター・ライトウェイト）は、着剣装置を省略して固定式銃床を備え、新型のセミオート射撃用トリガーグループを組み込んだモデルである。MT6430（マッチ・ライトウェイト）は、1994年のアサルトウェポン規制法に基づき、フラッシュハイダーを廃止したモデルである。2004年にアサルトウェポン規制法が失効した後、ハンマーなどを規制前と同仕様に改めたAR6450、これに加えてフラットトップアッパーレシーバーを採用したAR6451が発表された。
2010年代には、軍や警察などの公機関向けにR0991およびR0992の販売を行なっていた。これらはM4カービンと同様、キャリングハンドルが着脱式となり、レシーバー上部およびハンドガードにピカティニー・レールが追加されている。セミオートオンリーのカービンモデルとしてはAR6050とAR6951の2種類が製造されており、これらは民間でも所有することができる。
MP5ファミリーにおけるMP5SDのような消音モデルが標準的なラインナップに含まれない点は、とりわけ消音短機関銃の需要が増した後には製品としての弱みとなった。ただし、麻薬取締局（DEA）向けに設計された特殊なモデルやガンスミスによる改造例など、消音化の試み自体は少数ながら存在した。2001年、Gemtech社ではTalon SDアッパーレシーバーを発表した。これはコルト9mmSMGのアッパーレシーバーに一体型の消音器を組み込んだもので、1998年から開発が行われていた。亜音速弾を使用した場合、30db程度の消音効果が期待できるとされ、9mm用消音器としては非常に優れていた。
そのほか、原型となった5.56mm小銃と同様、コルト社以外のメーカーでも多数の同型9mmカービンおよびオプションパーツの設計・製造が行われた。こうした他社製の9mmカービンには、コルト9mmSMGの設計を踏襲したモデルのほか、シュッツェン・ガン・ワークス（Schuetzen Gun Works, SGW）で考案された設計を踏襲したモデルがある。構造が異なり、オプションパーツの互換性も低いものの、機能自体に大きな差はない。

## 運用
アルゼンチン
アルゼンチン陸軍が使用。
 バングラデシュ
ダッカ警視庁SWATで広く運用されている。
 アメリカ合衆国
アメリカ海兵隊および麻薬取締局、連邦保安官などの連邦法執行組織で使用されている。

## ギャラリー

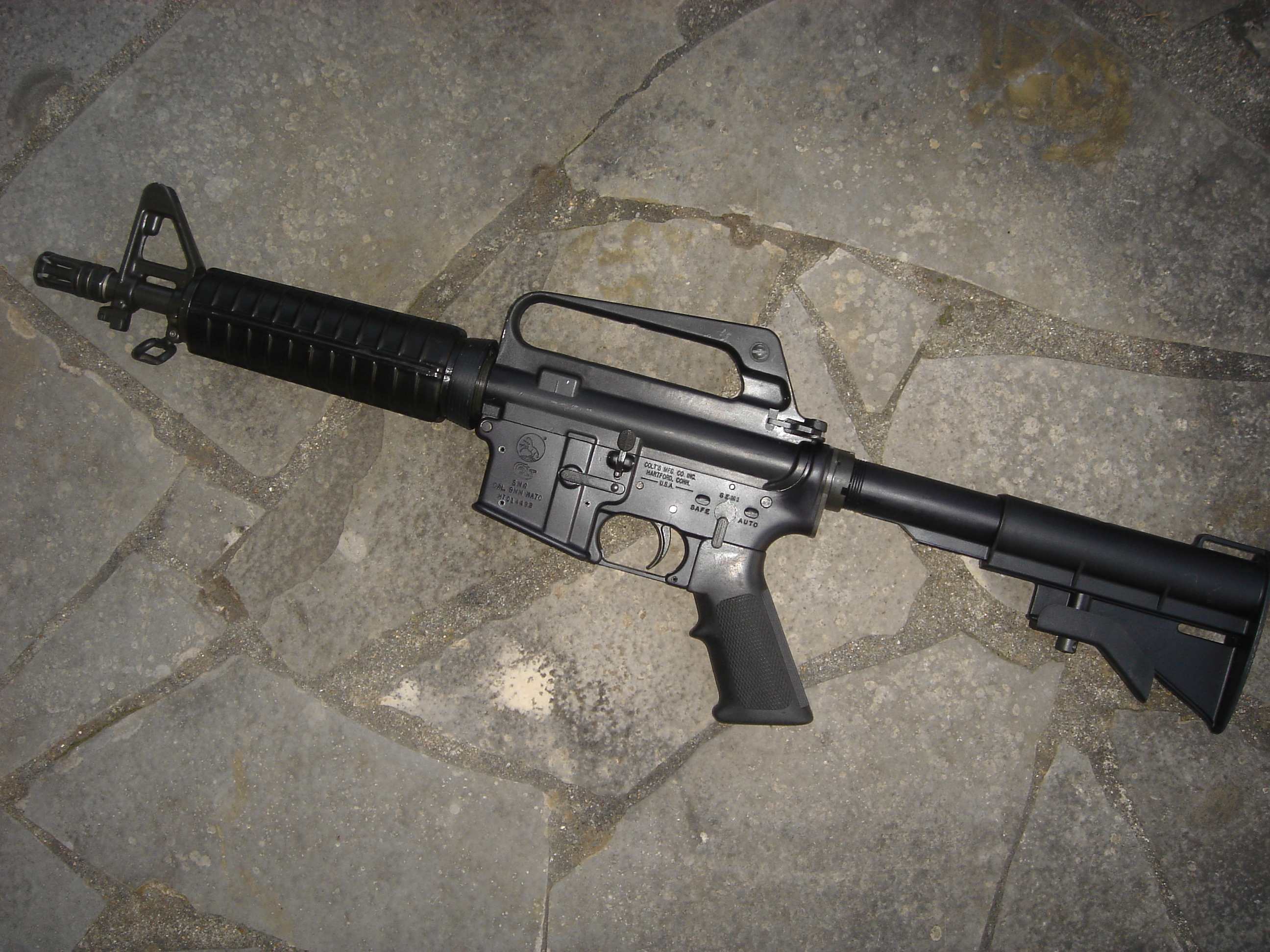
コルト9mmSMG 635
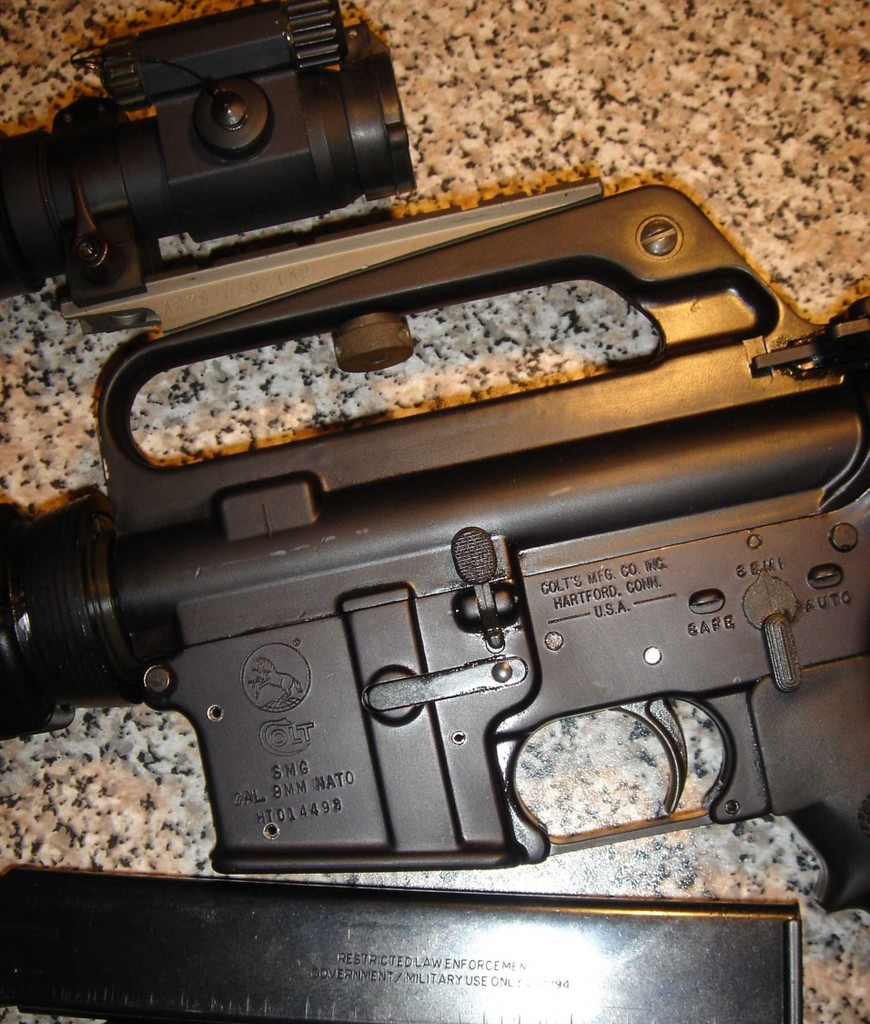
ML2照準器を付けた635（左側から）と弾倉
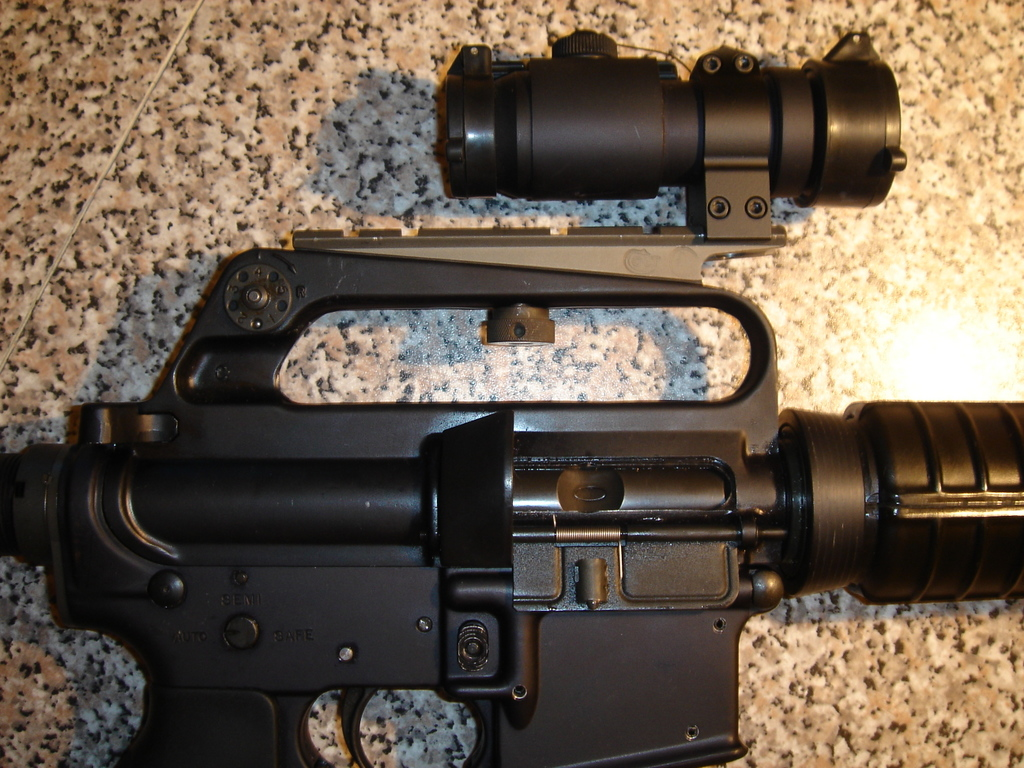
ML2照準器を付けた635（右側から）
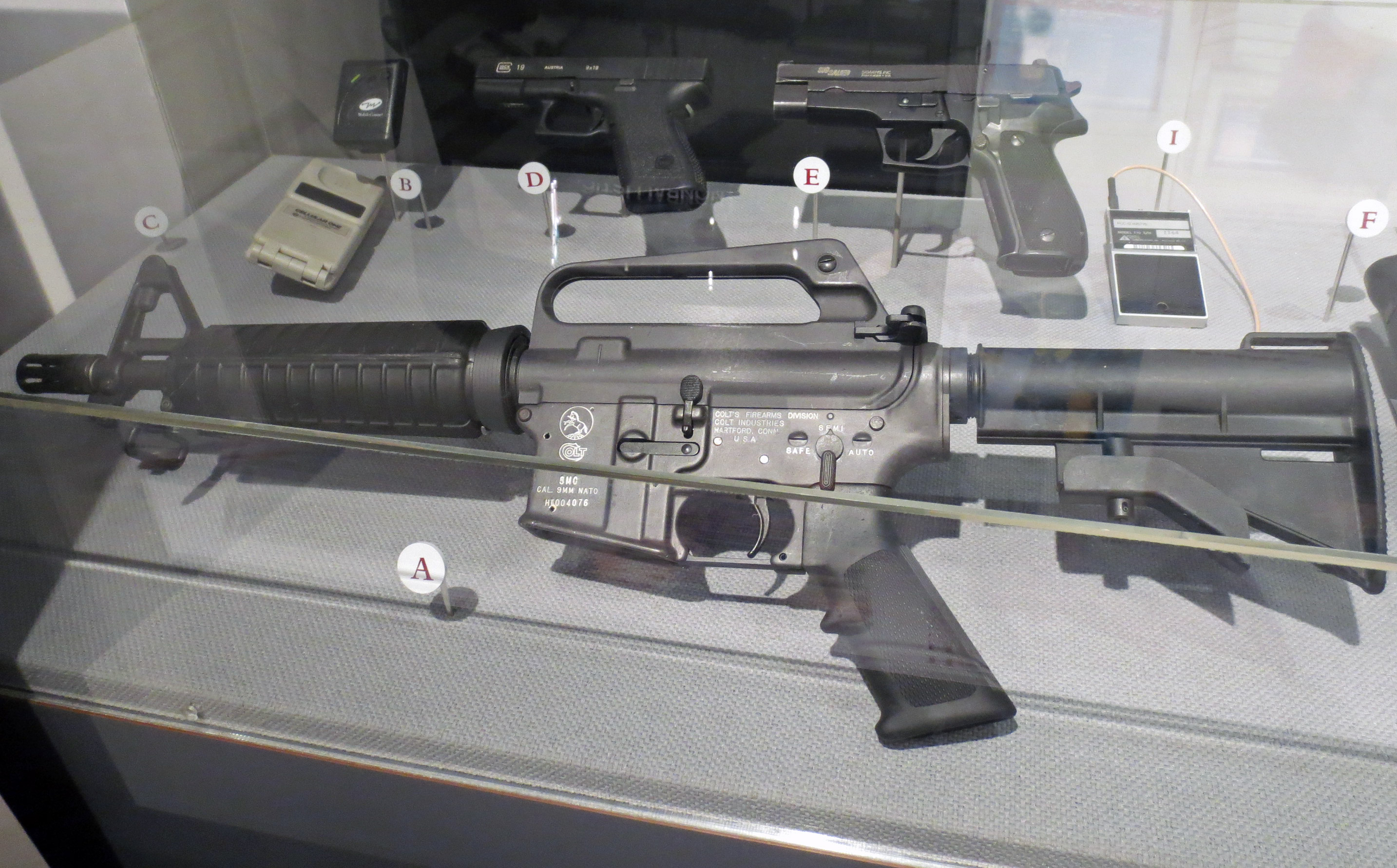
DEA博物館の展示品
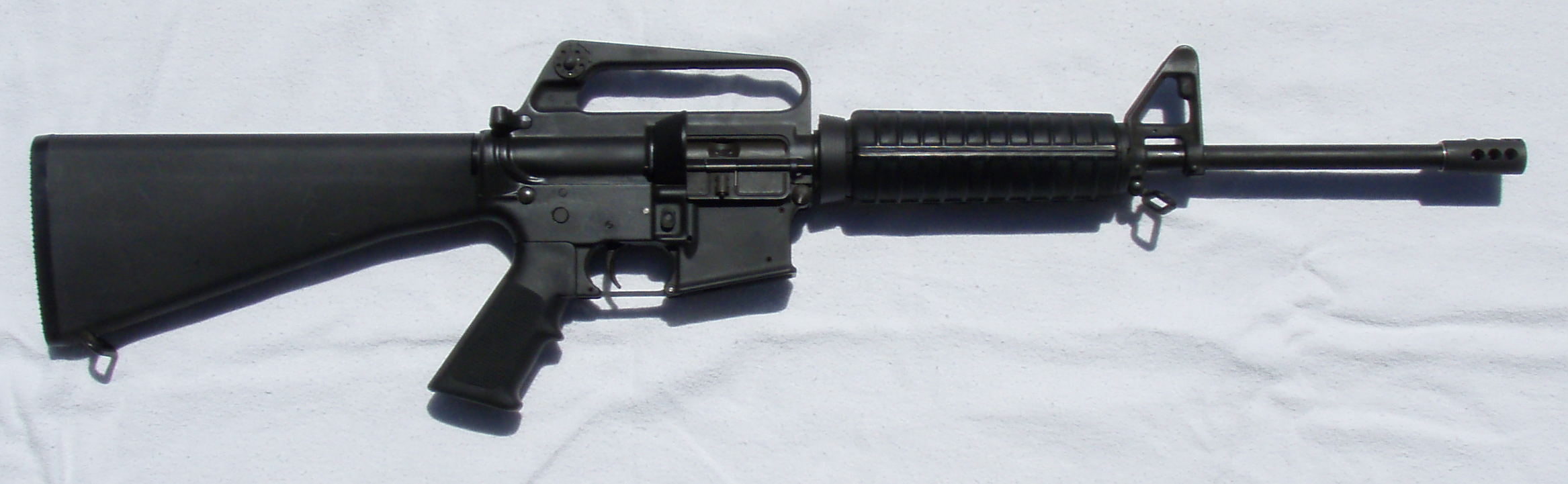
R6430スポーター